# Nợ đời
Nợ đời hay Đường đời là tiểu thuyết của nhà báo Hoàng Dự, lấy cảm hứng từ cuộc đời của doanh nhân, thầy thuốc Nguyễn Hữu Khai. Tiểu thuyết được Nhà xuất bản Văn học phát hành lần đầu năm 2002 và được chuyển thể thành bộ phim dài tập Đường đời năm 2004.

## Nội dung
Tiểu thuyết kể về cuộc đời của Khôi, một thanh niên miền Bắc sau khi xuất ngũ anh theo học ngành kiến trúc, nhưng cuộc sống khó khăn khiến anh phải bỏ học tìm cách nuôi sống gia đình. Cùng một người bạn, anh đi buôn qua đường tiểu ngạch sang Trung Quốc nhưng bị kẹt lại vì chiến tranh biên giới. Tại đây anh được học võ và nghề bốc thuốc, khi về nước anh kinh doanh thuốc bắc. Sau nhiều biến cố, tù tội, anh lưu lạc vào miền nam lập nghiệp. Dù gặp nhiều khó khăn nhưng Khôi vẫn gây dựng được một công ty lớn thuộc lĩnh vực Đông Y.

## Sáng tác
Cuối năm 1996, nhà báo Hoàng Dự và nhà văn Võ Khắc Nghiêm làm quen với Nguyễn Hữu Khai sau một cuộc thi của báo Sức khỏe và Đời sống. Hai nhà văn biết được về quá trình gây dựng sự nghiệp của Nguyễn Hữu Khai, sau khi thống nhất với nhau, nhà báo Hoàng Dự được nhượng quyền chuyển thể thành tiểu thuyết.
Hoàng Dự đã viết tiểu thuyết Nợ đời từ năm 1997 đến 2001 thì hoàn tất, và được Nhà xuất bản Văn hóa phát hành lần đầu vào năm 2002. Dù là tiểu thuyết nhưng Nợ đời không có nhiều chi tiết hư cấu so với nguyên mẫu.

## Chuyển thể
Năm 2004, tiểu thuyết Nợ đời được chuyển thể thành bộ phim dài tập Đường đời dài 24 tập, do Đài Truyền hình Việt Nam sản xuất.
Khi dựng thành phim, một số chi tiết trong tiểu thuyết đã được thay đổi để phù hợp với điện ảnh. Nhân vật Khôi trong tiểu thuyết được thay tên thành Hải.
Với sự thành công của bộ phim, tiểu thuyết Nợ đời sau này được Nhà xuất bản Văn học tái bản cũng với tựa đề "Đường Đời".